# یوانا بورتان
یوانا بورتان (رومانیایی: Ioana Bortan؛ زادهٔ ۲۳ ژانویهٔ ۱۹۸۹) بازیکن فوتبال زن اهل رومانی است.
وی همچنین در تیم ملی فوتبال تیم ملی فوتبال زنان رومانی بازی کرده‌است.